# Thalamoporellina
Thalamoporellina zijn een onderorde van mosdiertjes (Bryozoa) uit de orde van de Cheilostomatida. De wetenschappelijke naam ervan werd in 2013 voor het eerst geldig gepubliceerd door Ostrovsky.

## Taxonomie
- Onderorde: Thalamoporellina
  -  Superfamilie: Thalamoporelloidea Levinsen, 1902
    - Familie: Steginoporellidae Hincks, 1884
    -  Familie: Thalamoporellidae  Levinsen, 1902